# 証明責任 (哲学)
証明責任（Latin:Onus probandi incumbit ei qui dicit, non ei qui negat、略してonus probandi ）とは、論争中の当事者における彼らの立場についての十分な正当化を与える義務である。

## 責任を有する者
二人の仲間が議論中でありそして一人が他方を争う主張をするとき、その主張をするその一人はたいてい、主張がとくに明白であることを認識されるのが難しい場合のものである、正当化または理にかなっていることの証明の責任を有する。

## 証明責任の転換
一人がひとつの論理的な誤謬に関与することによって証明責任を転換するだろうものにおけるひとつのやり方は、無知に訴える論証として知られる。

## 否定の証明
否定的な主張は肯定的または積極的な主張と対立する。それは不存在またはなにかの除外を主張する。
否定的な主張は既存の主張の'反対論'（英:   counterpoint）として存在するかもしれないし、しないかもしれない。 不可能性定理 （英語: Proof of impossibility ）や消極的事実の証明の主張は否定的主張の証明責任を果たす典型的な方法である。